# Plastiras
Plastiras  este un oraș în Grecia în prefectura Karditsa.